# Amphineurus blackballensis
Amphineurus blackballensis är en tvåvingeart som beskrevs av Alexander 1953. Amphineurus blackballensis ingår i släktet Amphineurus och familjen småharkrankar. Inga underarter finns listade i Catalogue of Life.